# Åboland

Lage von Åboland in Finnland

Åboland (schwedisch; finnisch Turunmaa) ist eine Region im Archipel des Schärenmeers vor der Südwestküste Finnlands. Åboland ist zugleich eine von fünf Verwaltungsgemeinschaften (ekonomiska regioner) der finnischen Landschaft Varsinais-Suomi (Egentliga Finland). Sie umfasst den mehrheitlich schwedischsprachigen südlichen Teil des Schärengebiets, das der Stadt Turku (schwedisch Åbo) vorgelagert ist. Die Schärenringstraße verbindet die Inseln von Åboland über Brücken und Fähren. Åboland hatte am 31. August 2006 22.821 Einwohner.
Åboland wurde erst in der Zeit der Kreuzzüge besiedelt. Vorher wurden die Inseln allenfalls saisonweise zur Jagd und zum Fischfang besucht. Dagegen sprechen z. B. bronze- und eisenzeitliche Steinhügel, die es in der Region gibt.
Zur Verwaltungsgemeinschaft Åboland gehören die Stadt Pargas und die Gemeinde Kimitoön.